# Moto Esporte Clube
Moto Clube ou Moto Esporte Clube, mais conhecido como Timão, é um clube esportivo brasileiro da cidade de Porto Velho, capital do estado de Rondônia. Suas cores são vermelho e branco. O clube teve seu auge no futebol regional e local durante a era amadora (anterior à 1991) quando conquistou o bicampeonato consecutivo da Copa Amazônia e o Campeonato Rondoniense de Futebol em 10 oportunidades..

## História

### A origem
Criado para disputar um torneio de futebol em homenagem ao aniversário do deputado federal Aluízio Ferreira, em 1952, uma competição entre funcionários da administração do então Território Federal, o Moto Clube era constituído àquela altura apenas por motoristas, mecânicos e auxiliares da Garagem do Território, sob comando do mecânico Eduardo Lima e Silva, o "seu Dudu", técnico da seleção do Guaporé que disputava o Campeonato Brasileiro de Seleções e do atleta Pirralho.
O que era o "time da Garagem", logo o Moto entrou na disputa do campeonato da FDG - Federação de Desportos do Guaporé, e em 1954 foi campeão pela primeira vez.
Anos de ouro (1971 e 1978)
Moto clube nos Anos 70 foi o Maior clube de Rondônia Conquistando mais de 5 Estaduais e 2 Copa Da Amazonia o Torneio que Reunia Clubes de Amapá,Acre,Roraima e Rondonia, aonde Moto Clube Ganhou duas edições de (1977 e 1978) em cima do Rio Branco do Acre. O Moto Clube tambem Conquistou pequenas conquistas de torneios de Rondônia nesse Periodo e foi grande período de conquistas no Clube ate chegar sua Decadencia Pelo Ferroviario,Flamengo e Ipiranga e outros clubes Ganhando Estadual e Chegando a Sua Ultima conquista o Campeonato Rondoniense de 1981.

História do Futebol
O Moto Clube Entre a sua História Tem Seus 2 Copão da Amazônia (Torneio Integração da Amazonia) (Amador) Entre (1977,1978). E conquistou 10 Campeonato Rondoniense na era Amador entre (1954,1968,1969,1971,1972,1975,1976,1977,1980,1981) e Apenas 1 Campeonato Rondoniense da Segunda divisão em 2009. Sendo sua Única Conquista em um Campeonato Estadual Profissional. o Moto Clube nunca Teve Campanhas boas e nunca Entrou em um Torneio Nacional pela Distância de Rondônia que a CBF não tinha muito apoio a alguns Estados nessa época que fez o Clube apenas Existir no Estadual e Interestaduais.
Dias Atuais
O Moto Clube depois de 2009 não teve campanhas boas em 2010 entrou na primeira divisão mais por Motivos de Crises e Diretoria o Moto Clube Foi Licenciado e Hoje não joga a mais de 15 anos. 

## Símbolos

### Brasão
O escudo do Moto Clube compreende um circulo vermelho, com um timão náutico em seu interior onde está a inscrição "Moto Clube". Abaixo há uma faixa com o nome "Rondônia". Há ainda um escudo menor, no centro do timão com 7 faixas alternadas de branco e vermelho, possuindo um losango no centro com as letras M e C.

### Hino
O hino do Moto Clube foi composto por Hilton Valle e Onofre Mendes.

### Mascote
- O time do Moto Clube tem o tatu-bola como o seu mascote; além de ser um animal da Amazônia, o tatu-bola é um animal muito resistente e astuto, pois quando se sente ameaçado fecha sua carapaça e sai rolando em velocidade.

## Rivalidades

### Timão e Ferrim
- O maior rival do Timão é o Ferroviário, ou simplesmente Ferrim, com este o Timão protagoniza o grande clássico do futebol Rondoniense, que nos anos 1970-80 movimentou bastante a população Portovelhense, o clássico foi matéria do programa "Esporte Espetacular" da Rede Globo.

O timão, como é conhecido o Moto Clube tem outros grandes rivais: Ypiranga, e Flamengo-RO. Os quatro clubes dividem a preferência dos torcedores devido aos vários títulos conquistados. Atualmente os maiores rivais do Moto são o Genus (o time mais tradicional e com maior torcida da capital na era profissional).

## Estrutura

### Sede Campestre
O Moto Clube tem hoje um grande Patrimônio, sendo sua sede campestre com uma área de 48 ha (600m x 800m) localizada às margens da Rodovia BR-364, bem concorrida com parque aquático, restaurante, quadras de tênis e vôlei de areia, estacionamento, chalés, salão para eventos e campo de futebol com medidas oficiais.

### Sede Social
Localizada em área nobre da cidade de Porto Velho, a sede social possui toda a infraestrutura para o bom atendimento dos sócios e também dispõe de academia de ginástica.

## Títulos
| REGIONAIS | REGIONAIS                                          | REGIONAIS | REGIONAIS                                                         |
|           | Competição                                         | Títulos   | Temporadas                                                        |
|           | Torneio Integração da Amazônia                     | 2         | 1977 e 1978                                                       |
| Estaduais | Estaduais                                          | Estaduais | Estaduais                                                         |
|           | Competição                                         | Títulos   | Temporadas                                                        |
| Rondônia  | Campeonato Rondoniense de Futebol                  | 10        | 1954, 1968, 1969, 1971, 1972, 1975, 1976, 1977, 1981, 1980 e 1981 |
| Rondônia  | Campeonato Rondoniense de Futebol Segunda Divisão  | 01        | 2009                                                              |
| Rondônia  | Torneio Pró Reconstrução do Estádio Paulo Saldanha | 01        | 1955                                                              |
| --------- | -------------------------------------------------- | --------- | ----------------------------------------------------------------- |